# Тримурти
Тримурти (на санскрит: trimūrti, „три форми“) е концепция в индуизма, според която „космическите функции на създаване/сътворяване, поддържане и разрушение са персонифицирани съответно като Брахма, Вишну и Шива.“ Често бива наричана, не особено правилно, „Индуистката Троица“ или „Великата Троица“ или още „Брахма-Вишну-Махешвара“. На скулптурните изображения членовете на триадата или стоят един до друг (паметниците в Елора), или Тримурти, често се изобразява като човек с три глави на една шия, и дори три лица на една глава, всяко от които гледа в различна посока.
Тримурти въплъщава трите различни форми на живота – творение, запазване и разрушение. Може да се почита като цяло и тогава трите образа разпределят функциите помежду си както следва: Брахма представя съзидателното начало – творец на живота, Вишну е съхраняващото начало – съхраняващ живота, а Шива е едновременно и рушително, и възобновяващо начало – унищожителят на живота. Отделно от това има и самостоятелни култове, които по-специално са свързани с вярата във Вишну (вишнуизъм) и към Шива (шиваизъм). И в двата култа боговете са почитани като съзидатели и творци. Съпруга на Брахма е Сарасвати – богиня на мъдростта и науката, съпруга на Вишну е Лакшми – богиня на плодородието, благоденствието, красотата и щастието, съпруга на Шива е Кали – богиня на смъртта, но е приемана и като покровителка на народа). Трите индуистки божества в индуизма не са свързани с вътрешни отношения (подобно на лицата на Света Троица в християнството). В пълнотата на проявеността си в света безкрайният единен Брахма се разкрива като Вишну, а при възвръщането в себе си и разрушаването на света – като Шива. В Тримурти всяко божество е равноправно с останалите две и като образ, и като функция. Не съществува култ към тримурти.

## Еволюция на понятието
Представите за Тримурти са се появили сравнително късно, в епохата на Пураните. Това е период, през който настъпват съществени изменения в съществуващите доктрини, които Маджумдар нарича „синтетичен индуизъм“. Съществуват ред различия във философско-религиозните системи развивани в тази епоха който включват: ортодоксален Брахманизъм, старите Ведически култури: Шиваизъм, Вишнуизъм, Шактизъм. Самата идея обаче за троичността на божествените сили идва от древните слоеве на древноиндийската митология. Във Ведите често боговете се обединяват в групи, включително и по тройки. Например Агни-Индра-Суря. В „Махабхарата“ дори Агни се провъзгласява че обладава три ипостаса – огън-мълния-слънце. Той е създател, разрушител и пазител на света.
В епоса главните богове са Брахма, Вишну и Шива. Идеята обаче за триединството им все още не е родена, въпреки да се забелязват наченките на това. Широко описание на Тримурти, в различни варианти, дават Пураните. Брахма е представен като творец на света, Вишну е негов пазител, а Шива е негов разрушител. Във философската система санкхя трите бога се описват като въплъщение на трите качества (гуни). Брахма представлява „раджас“ (страстност, активност, действеност). Вишну е „сатва“ (ясност, уравновесеност, съзнателност). Шива е „тамас“ (пасивност, безсъзнателност, инертност). Трите бога и трите гуни се провъзгласяват като проявление на единна същност – „пракрити“.
От друга страна, тъй като Пураните са посветени и са съотнесени към един от трите аспекта на проявения Брахман, а сиреч – към Брахма, към Вишну, или към Шива, то с оглед на източника (култа, съответната Пурана), Брахма може да се асоциира със „сатва“, Вишну с „раджас“, а Шива – с „тамас“, и обратното.
Различните секти представят Тримурти като три ипостаса на единния върховен бог. Обикновено се назовава с името на един от членовете на триадата. Това по-често е Вишну (Нараяна) или Шива, а по-рядко Брахма като и обединява в едно лице трите функции на създател, пазител и разрушител.

## Основни направления

### Вишнуизъм (Вайшнавизъм)
Вишнуизмът се заражда преди шиваизма и го превъзхожда по брой привържениците. Името на бог Вишну се споменава за първи път в някои от химните на Ригведа. Представен е като помощник на Индра в битката му с повелителя на хаоса Вритра. Според някои учени образът на Вишну може да има връзка с аборигенното, предарийско население на Индия. Вишну е вторият бог от Тримурти и се възприема като основа на мирозданието и източник на всичко съществуващо. Според мита Вишну е потънал в дълбок сън като си почива върху хилядоглав дракон на име Шеша във водите на първозданния океан. От пъпа на Вишну пониква лотос. В лотоса се ражда бог Брахма. Вишну се събуждя едва след като Брахма сътворил света с цел да властва в сътворения вече небесен свят. Вишну се изобразява като четирирък човек с тъмносин цвят на кожата. Седнал е върху трон, обкичен с гирлянди от цветя. В ръцете си държи четири божествени атрибута – раковина, диск, жезъл и лотос. Придвижвал се на гигантски орел с получовешки облик – Гаруда.
Най-важната роля в култово-обредната схема, която е посветена на Вишну, притежава учението за аватарите. На санскрит думата аватара означава слизане или спускане. Теорията за аватарите е неразделна част от митологията на Вишну. Тя създава най-точна представа за мирогледната нагласа на индийския религиозен поклонник. Допуска едновременно боготворене на различни персонификации на личния бог, без при това да накърнява нито собственото си, нито това на другите религиозно чувство.